# Jacob Hendrik de Brauw
Jacob Hendrik de Brauw ('s-Gravenhage, 7 september 1905 - aldaar, 23 oktober 1975) was een Nederlands jurist.

## Biografie
Jhr. mr. J.H. de Brauw was een lid van de adellijke tak van de familie De Brauw en een zoon van jhr. mr. Willem Maurits de Brauw (1876-1962) en diens eerste vrouw jkvr. Catherina Elisabeth van Reenen (1879-1951). Zijn vader was advocaat, rijksadvocaat en rechtsgeleerd adviseur van het huis van de koningin; zijn moeder was dame du palais. Hij trouwde in 1937 met Margaretha Cornelia Wilhelmina barones van Lynden (1914-2008), dochter van de opperkamerheer van koningin Wilhelmina. Uit dit huwelijk werden zeven kinderen geboren van wie de jongste de actrice Elsie de Brauw is.
De Brauw studeerde in 1929 in Utrecht af in de rechten. Daarna werd hij advocaat en procureur, vanaf 1970 deken van de orde van advocaten in zijn geboortestad. In 1939 werd hij als procureur aangesteld door de afwikkelaars van de nalatenschap van prins Hendrik die kennelijk onder voorbehoud door diens echtgenote was aanvaard. In 1958 werd De Brauw aangesteld als rechtsgeleerd adviseur van het huis van de koningin, onder gelijktijdig ontslag van, en ter opvolging van zijn vader. In die laatste functie vroeg hij bijvoorbeeld notarieel advies voor het in 1964 af te sluiten huwelijkscontract tussen prinses Irene met de Franse of Spaanse prins Carlos Hugo. In september 1975 ging hij met leeftijdsontslag als rechtsgeleerd adviseur; enkele weken later overleed hij.
In 1937 werd De Brauw bestuurslid van het Nederlandse Rode Kruis. Hij was ook bestuurslid van het Residentieorkest en in 1958-1959 voorzitter van de Nederlandse Juristen-Vereniging.
In 1960 werd De Brauw benoemd tot ridder in de Orde van de Nederlandse Leeuw. Hij was ook ridder in de Huisorde van Oranje en kamerheer in bijzondere dienst sinds 1958.